# وادي الغرإب (إب)

تعديل مصدري - تعديل

وادي الغراب محلة تابعة لقرية الغراب، التابعة لعزلة جبل معود بمديرية إب إحدى مديريات محافظة إب في الجمهورية اليمنية.، بلغ تعداد سكانها 563 حسب تعداد اليمن لعام 2004.